# Milan Milišić
Milan Milišić (Dubrovnik, 6. srpnja 1941. – Dubrovnik, 5. listopada 1991.), bio je dubrovački književnik i prevoditelj srpskog podrijetla. Milišićev obimni i raznovrsni književni rad obuhvaća poeziju, eseje, putopise, dramska djela, roman i književne reportaže.

## Život i djelo
Školovao se u Dubrovniku i Beogradu, gdje je na Filološkom fakultetu završio studij svjetske književnosti. Završava fakultet 1967. i seli se u London, gdje živi do 1970.,kada se vraća u Dubrovnik. 1986. je bio gostujući predavač na Sveučilištu NYU (New York University), a 1990. kao Fullbrightov stipendist boravi na Sveučilištu Amherst (University of Massachusetts Amherst) u SAD-u.
Prevodio je s engleskog jezika. Između ostalih preveo je Tolkienovo djelo Hobit (zajedno sa svojom prvom suprugom Mary Martin), pjesme Robert Frosta i neke od drama Harold Pintera.
Godine 1975. Dubrovačko Kazalište Marin Držić izvodi Milišićevu dramu "Lov na bljedolikog" u režiji Ivice Kunčevića. Uređivao je omladinski list "Laus" i časopis "Dubrovnik" i od 1987. radio kao kazališni dramaturg.
Godine 1984. dubrovački omladinski list Laus objavio je Milišićev tekst “Život za slobodu” za koji ga je dubrovački SUBNOR optužio za napad na tekovine socijalizma i NOR-a. "Općinsko javno tužilaštvo u Dubrovniku, svojim aktom Kt – 31/83 od 18. veljače 1983. godine, podiglo je optužni prijedlog protiv Milana Milišića zbog krivičnog djela širenje lažnih vijesti iz članka 197 stav l KZ SRH. Na osnovi tog optužnog prijedloga 13. svibnja 1983. godine održano je suđenje Milanu Milišiću pred vijećem Općinskog suda u Dubrovniku i istog dana donesena je i objavljena presuda K – 62/83 – 14, kojom je Milišić proglašen krivim za krivično djelo širenja lažnih vjesti iz članka 197 stav l KZ SRH, pa mu je izrečena uvjetna osuda kojom mu je utvrđena kazna zatvora u trajanju od 7 mjeseci, s tim da se utvrđena kazna neće izvršiti ako okrivljeni ne počini novo krivično djelo u roku od tri godine."
Godine 1991. tijekom  opsade Dubrovnika, kada je granata pala na njegov stan, Milan Milišić je poginuo. 
O njegovom životu, smrti i književnom djelu napisan je veći broj tekstova u Hrvatskoj, BiH i Srbiji. O Milišiću su pisali Tonko Maroević, Miljenko Jergović, Mario Kopić, Vojo Šindolić, Predrag Čudić i mnogi drugi.
Godine 2011. Scenskim recitalom "Ljubičasti Stradun" je dubrovački Studentski teatar Lero obilježio 70. godišnjicu rođenja i 20. godišnjicu smrti Milana Milišića. Istim povodom je u Art Radionici Lazareti održana izložba novinarskog i publicističkog rada Milana Milišića. 
Iste 2011. godine Geopoetika iz Beograda prvi put objavljuje Milišićev nedovršeni roman "Oficirova kći".
Godine 2012. Studentski teatar Lero na 63. Dubrovačkim ljetnim igarama premijerno prikazuje predstavu "Mjesečina za Lady Macbeth" u režiji i dramatizaciji Davora Mojaša, a prema fragmentima iz književnih radova Milana Milišića.
Godine 2015. Kazalište Marina Držića u Dubrovniku premijerno izvodi poemu Milana Milišića ‘Kad je Bog stvarao Dubrovnik’ u dramaturškoj obradi i pod redateljskom palicom Matka Sršena. Spomenuto djelo u prvotno je objavljeno u ‘Lausu’, listu omladine Dubrovnika 1979., Sršenova verzija dio je zbirke „Mrtvo zvono“ iz 1997.
Godine 2020. sklopu 71. Dubrovačkih ljetnih igara izvedena je peripatetička predstava koja se sadržajno temelji na poeziji dubrovačkih baštinskih i suvremenih pjesnika, a u režiji Dore Ruždjak Podolski i Marine Pejnović. Naziv predstave Dubrovačka zrcala – tri struka lovorike, pelina i vrijesa preuzet je dijelom od Milišića ('Dubrovačka zrcala' urednički je naslov knjige njegovih postumno izdanih eseja (Geopoetika, Beograd, 2007.)), a dijelom od Vojnovića (tri struka u posveti su Dubrovačke trilogije njegovu ocu). U sklopu predstave se na lokaciji Pustijerna prikazala Vremenska stupica prema poeziji i fragmentima eseja Milana Milišića.
Godine 2020. U izdanju Društva dubrovačkih pisaca Mario Kopic i Vedran Salvia objavljuju opsežnu zbirku polemičnih tekstova o dubrovačkoj kulturi posvećenu Milanu Milišiću.
Dana 5. listopada 2021. na tridesetu obljetnicu umjetnikove smrti Grad dubrovnik postavio je spomen-ploču u Župskoj ulici na broju 5 gdje je živio i poginuo. Nakon otkrivanja spomen-ploče u Kazalištu Marina Držića održan je prigodni program.

## Vanjske poveznice
- M. Milišić: Lausarije, www.matica.hr  Arhivirana inačica izvorne stranice od 22. listopada 2013. (Wayback Machine)
- M. Milišić: Hommage a Danilo Kiš, www.kis.org.rs
- M. Milišić: Prinos razgovoru o samoizgnanstvu književnika, www.peščanik.net
- Razgovor sa slikaricom Jelenom Trpković, suprugom Milana Milišića, www.peščanik.net